# Pachycereus pecten-aboriginum
Pachycereus pecten-aboriginum là một loài thực vật có hoa trong họ Cactaceae. Loài này được (Engelm. ex S.Watson) Britton & Rose mô tả khoa học đầu tiên năm 1909.

## Hình ảnh

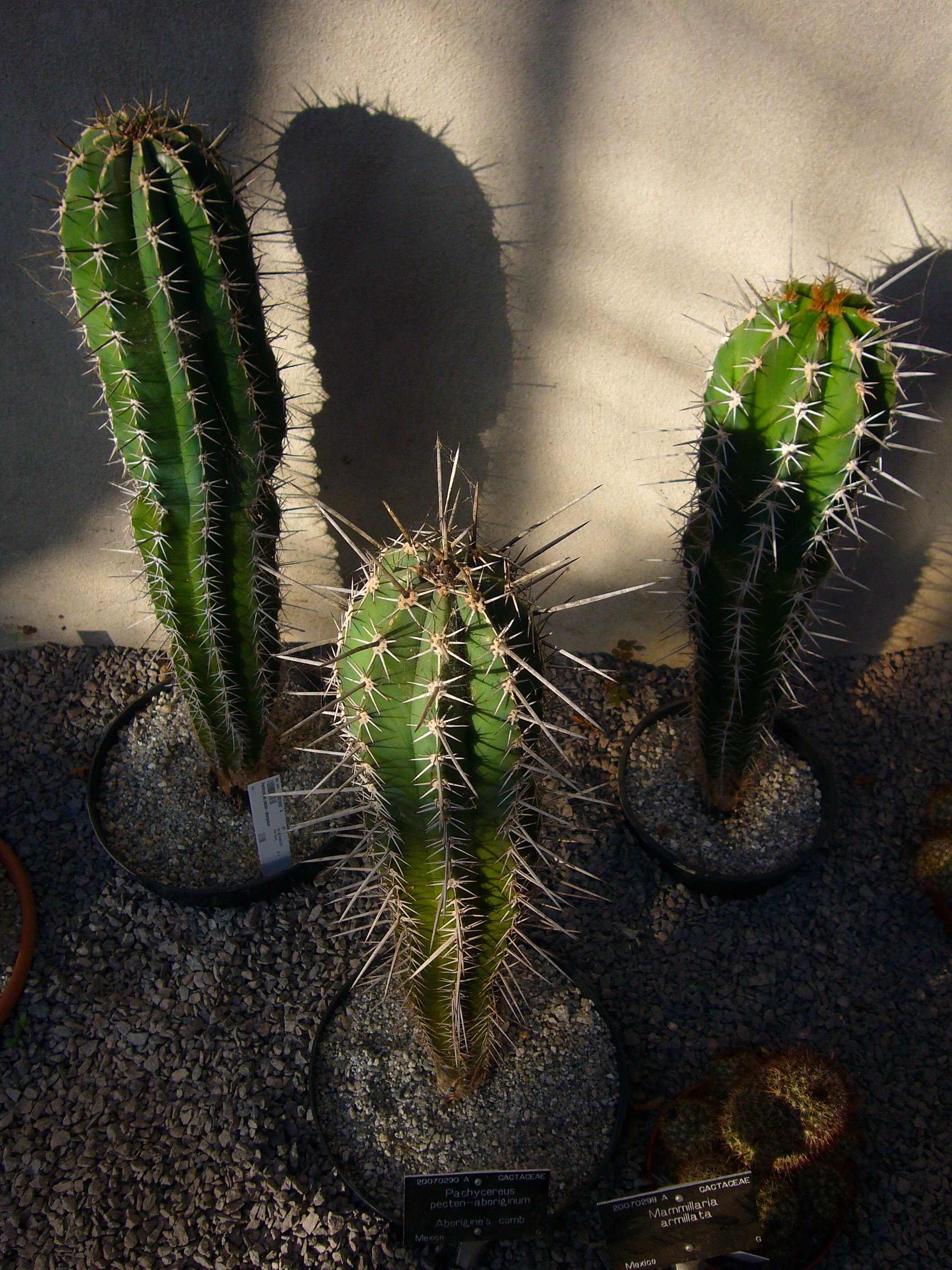